# 董淵
董淵（1423年—？），字宗本，直隸真定府靈壽縣人，軍籍，明朝政治人物。同進士出身。

## 生平
景泰元年（1450年）庚午科順天府鄉試第二十五名。景泰五年（1454年）甲戌科會試第一百三十三名，殿試登進士第三甲第九十七名。

## 家族
曾祖父董世恩。祖父董賜。父亲董端。